# Орябинская, Елена Сергеевна
Елена Сергеевна Орябинская (род. 15 марта 1994, Сальск, Ростовская область) — российская гребчиха выступающая в заездах четвёрок и восьмёрок. Серебряный призёр олимпийских игр 2020 в Токио. Чемпионка Европы 2018 года. Заслуженный мастер спорта России (2021).

## Биография
Родилась в 1994 году в городе Сальск Ростовской области. В 2010 году во время обучения в средней школе была замечена тренером Анной Ивановной Щетининой и приглашена на занятия академической греблей. После первых успехов в юном возрасте переехала в Санкт-Петербург где была лучшая материально-спортивная база к тренеру Виктору Владимировичу Рудаковичу, сначала занималась в парной четвёрке, потом перешла в распашную восьмёрку с рулевым.
Высшее образование получила в Национальном государственном университете физической культуры, спорта и здоровья имени П. Ф. Лесгафта.
В 2016 году прошла отбор в олимпийскую сборную России, в Рио-де-Жанейро должна была выступать в соревновании восьмёрок, однако за 6 дней до старта Олимпийских игр российских гребцов обвинили в употреблении допинга, из 28 спортсменов прошедших отбор на игры только 5 подходили требованиям ВАДА и были допущены. Сборная подавала иск в Международную федерацию гребли, но внятного ответа о причинах такого решения не получила. Таким образом первая для спортсменки Олимпиада не состоялась.
В 2017 году выиграла бронзовые медали в соревнованиях восьмёрок на чемпионате мира в Сарасоте, США. На следующем чемпионате мира 2018 года в болгарском Пловдиве спортсменка вновь выиграла бронзовые награды в соревнованиях восьмёрок.
В 2018 году на чемпионате Европы в Глазго спортсменка выиграла золотые награды в составе команды четвёрок.
В мае 2021 года в швейцарском Люцерне россиянки прошли квалификацию на Олимпиаду в Токио. На Олимпийских играх 29 июля в паре с Василисой Степановой Орябинская завоевала серебро в соревнованиях двоек распашных без рулевого.

## Награды
- Медаль ордена «За заслуги перед Отечеством» I степени (11 августа 2021 года) — за большой вклад в развитие отечественного спорта, высокие спортивные достижения, волю к победе, стойкость и целеустремленность, проявленные на Играх XXXII Олимпиады 2020 года в городе Токио (Япония)[7].